# Майское (Смоленская область)
Ма́йское — деревня в Монастырщинском районе Смоленской области России. Входит в состав Александровского сельского поселения. Население — 12 жителей (2007 год).
Расположена в западной части области в 8 км к северо-западу от Монастырщины, в 45 км западнее автодороги А141 Орёл — Витебск, на берегу реки Крупец. В 47 км восточнее деревни расположена железнодорожная станция Починок на линии Смоленск — Рославль.

## История
В годы Великой Отечественной войны деревня была оккупирована гитлеровскими войсками в июле 1941 года, освобождена в сентябре 1943 года.